# Виднівка
Ви́днівка —  село в Україні, у Краснопільській селищній громаді Сумського району Сумської області. Населення становить 58 осіб. До 2016 орган місцевого самоврядування — Хмелівська сільська рада.

## Географія
Село Виднівка розташоване на лівому березі річки Боромля, неподалік від її витоків, нижче за течією на відстані 2.5 км розташоване село Ясенок.
На річці декілька загат.

## Історія
- Село постраждало внаслідок геноциду українського народу, проведеного урядом СССР 1923-1933 та 1946-1947 роках.
- 12 червня 2020 року, відповідно до розпорядження Кабінету Міністрів України № 723-р «Про визначення адміністративних центрів та затвердження територій територіальних громад Сумської області», село увійшло до складу Краснопільської селищної громади[1].
- 19 липня 2020 року, в результаті адміністративно-територіальної реформи та ліквідації Краснопільського району, увійшло до складу новоутвореного Сумського району[2].